# St. Bartholomäus und Valentin (Überacker)

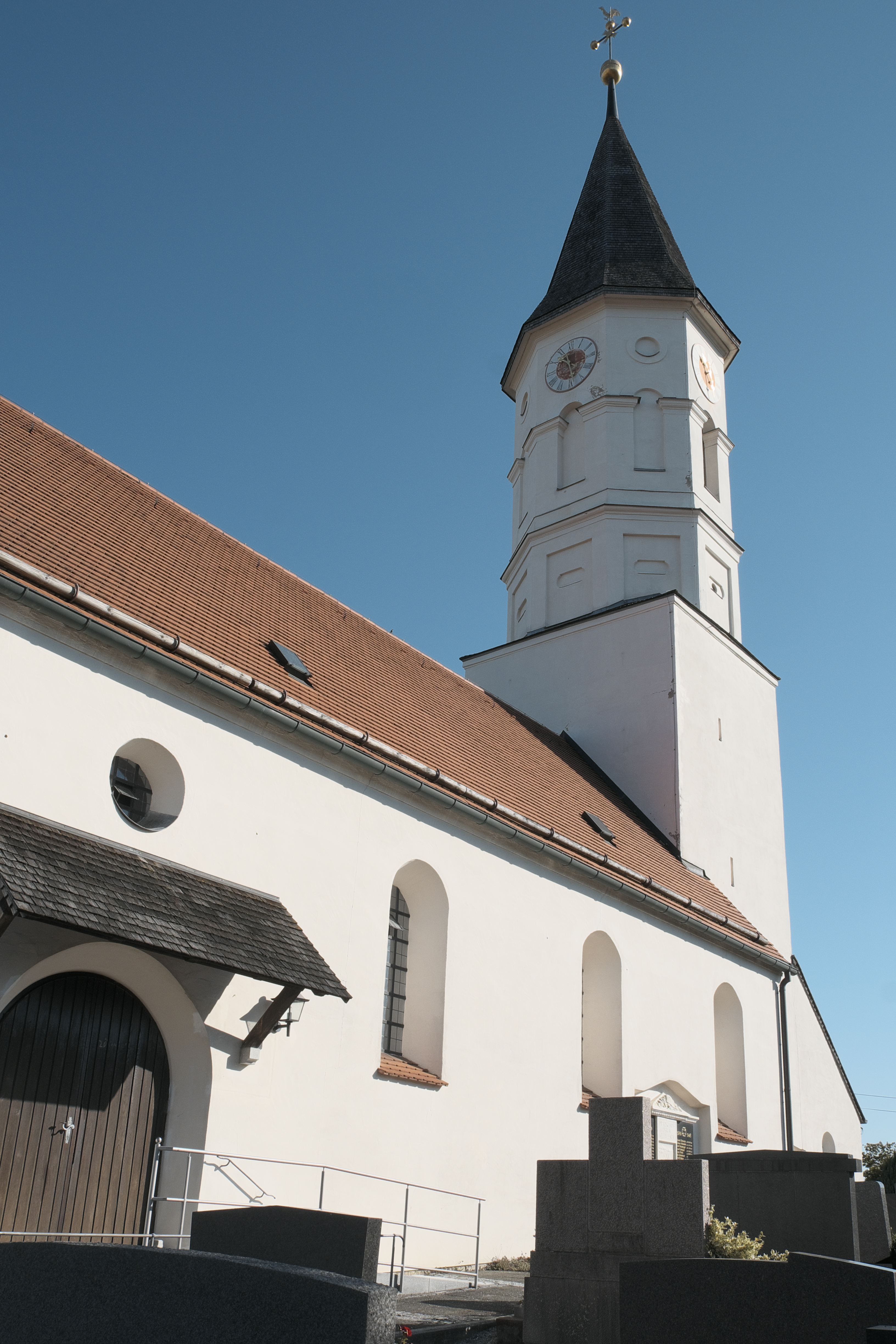
Kirche St. Bartholomäus und Valentin in Überacker

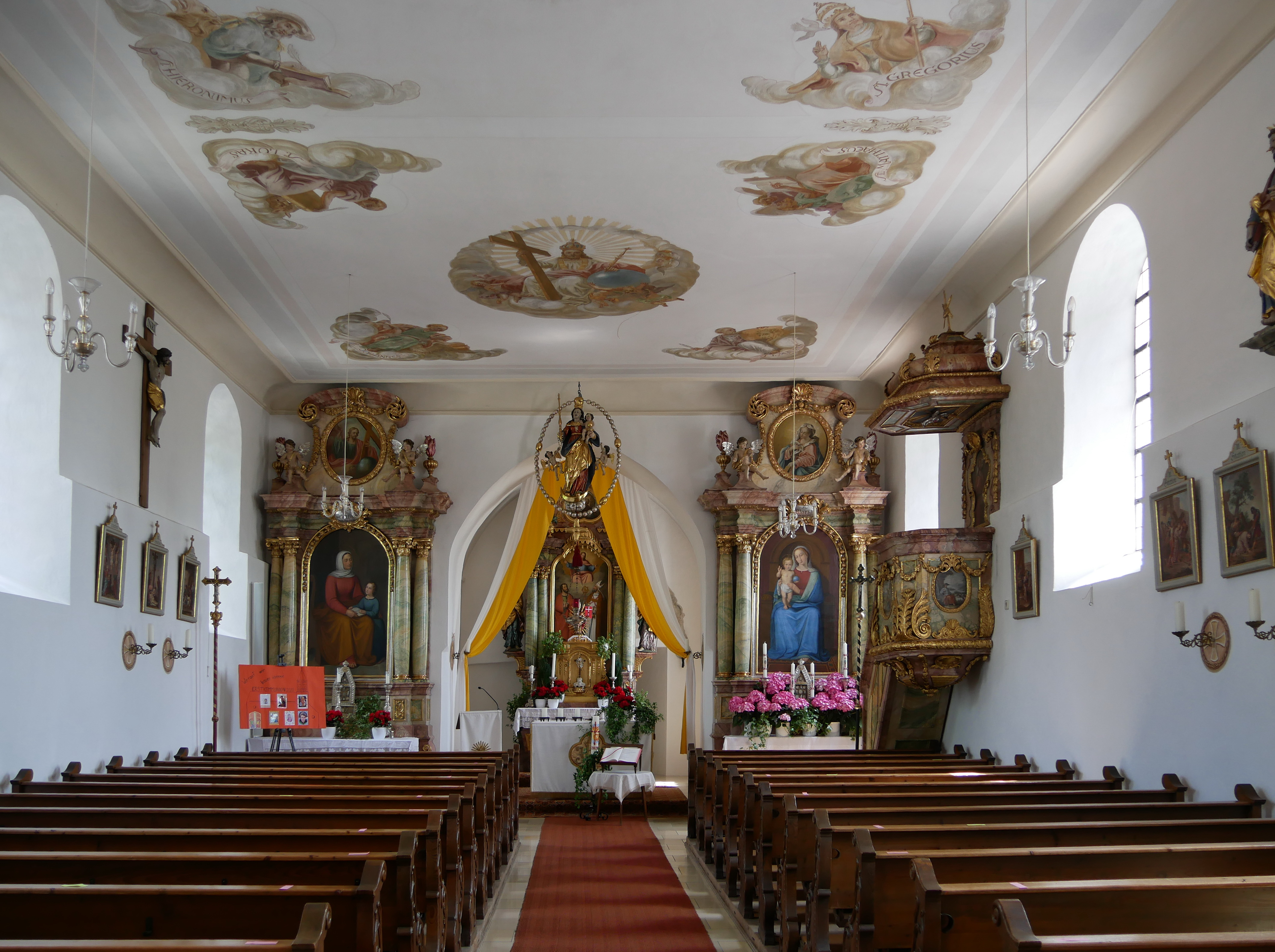
Innenansicht

Die katholische Filialkirche St. Bartholomäus und Valentin in Überacker, einem Gemeindeteil von Maisach im oberbayerischen Landkreis Fürstenfeldbruck, wurde im 13. Jahrhundert errichtet. Die Kirche an der Pfarrstraße 4 ist ein geschütztes Baudenkmal.

## Beschreibung
Die romanische Chorturmkirche mit barocken Veränderungen wurde 1961 verlängert. Das romanische Turmuntergeschoss besitzt einen gestuften Rundbogenfries an der Südseite. Das Obergeschoss stammt aus dem 17. Jahrhundert und der Spitzhelm wurde 1830 aufgesetzt. Der Chor im Untergeschoss des Turms hat sein mittelalterliches Kreuzgratgewölbe erhalten. An der Ost- und Nordwand sind noch Fragmente romanischer Wandmalereien aus der Mitte des 13. Jahrhunderts zu sehen.
Die Ausstattung besteht aus Altären und einer Kanzel aus der ersten Hälfte des 18. Jahrhunderts. Die Orgel schuf Julius Zwirner.